# Odznaka „Za Zasługi dla Sportu”
Odznaka „Za Zasługi dla Sportu” – polskie resortowe odznaczenie cywilne w postaci trzystopniowej (brązowa, srebrna lub złota) odznaki przyznawanej przez ministra właściwego do spraw kultury fizycznej i sportu, ustanowionej 16 października 2003, reformowanej trzykrotnie 6 czerwca 2007, 10 października 2012 i 24 listopada 2017.
Zastąpiła, jako jej odpowiednik, odznakę „Zasłużony Działacz Kultury Fizycznej”, zniesioną w 1996 (wraz z innymi odznaczeniami sportowymi, ustanowionymi w czasach PRL: Medalem za Wybitne Osiągnięcia Sportowe oraz odznakami „Mistrz Sportu” i „Zasłużony Mistrz Sportu”) i nadawaną ponownie w latach 1997–2003.

## Zasady nadawania
Odznaka „Za Zasługi dla Sportu”, może zostać przyznana trenerom oraz innym osobom wyróżniającym się szczególną aktywnością i uzyskującym wybitne osiągnięcia w działalności w zakresie sportu, w tym za:
- wysokie wyniki sportowe wychowanków osoby proponowanej do odznaczenia, osiągnięte we współzawodnictwie sportowym w sporcie szkolnym, akademickim, wojskowym oraz we współzawodnictwie krajowym i międzynarodowym,
- publikacje z zakresu teorii i praktyki sportu,
- prowadzenie badań naukowych i prac rozwojowych na rzecz sportu,
- wspieranie sportu;
- osiągnięcia sportowe[a].

Odznaka danego stopnia może być przyznana tylko raz. Odznaka nie jest przyznawana pośmiertnie. Odznakę wręcza się razem z legitymacją stwierdzającą jej przyznanie.

## Opis odznaki
Odznakę stanowi ażurowa kompozycja o wymiarach 30 mm szerokości i 32 mm wysokości, wykonana z metalu w kolorze złotym, srebrnym lub brązowym, właściwym dla danego stopnia, przedstawiająca stylizowaną postać biegacza unoszącego ramiona w geście zwycięstwa. Z lewej strony odznaki jest umieszczona gałązka wawrzynu, której dwa dolne liście są pokryte emalią w kolorze białym i czerwonym. Strona odwrotna odznaki jest gładka z zapięciem agrafkowym umieszczonym w połowie wysokości odznaki.